# 天津海洋化工学院
天津海洋化工学院，成立于1958年，位于天津塘沽，计划招生规模10,000人，主要招收初中毕业生，学制5年，大专学历。1959年5月，位于塘沽的天津海洋化工学院本科班并入天津化工学院，剩余部分改为中专层次的天津塘沽海洋化工学校。